# Reiner Klimke
Reiner Klimke, né le 14 janvier 1936 à Münster et mort le 17 août 1999 au même endroit, était un cavalier allemand pratiquant essentiellement le dressage. Il a remporté de très nombreuses médailles des années 1960 aux années 1980.

## Biographie
Sa fille Ingrid est une cavalière de concours complet.

## Palmarès

### Jeux olympiques d'été
- Médaille d'or du dressage par équipes aux Jeux olympiques de 1964 à Tokyo,  Japon
- Médaille de bronze du dressage aux Jeux olympiques de 1968 à Mexico,  Mexique
- Médaille d'or du dressage par équipes aux Jeux olympiques de 1968 à Mexico,  Mexique
- Médaille de bronze du dressage aux Jeux olympiques de 1976 à Montréal,  Canada
- Médaille d'or du dressage par équipes aux Jeux olympiques de 1976 à Montréal,  Canada
- Médaille d'or du dressage aux Jeux olympiques de 1984 à Los Angeles,  États-Unis
- Médaille d'or du dressage par équipes aux Jeux olympiques de 1984 à Los Angeles,  États-Unis
- Médaille d'or du dressage par équipes aux Jeux olympiques de 1988 à Séoul,  Corée du Sud

### Championnat du monde
- Médaille d'or aux Championnats du monde de dressage par équipe avec la RFA en 1966 à Berne
- Médaille d'or aux Championnats du monde de dressage 1974 à Copenhague
- Médaille d'or aux Championnats du monde de dressage par équipe avec la RFA en 1974 à Copenhague
- Médaille d'or aux Championnats du monde de dressage 1982 à Lausanne
- Médaille d'or aux Championnats du monde de dressage par équipe avec la RFA en 1982 à Lausanne
- Médaille d'or aux Championnats du monde de dressage par équipe avec la RFA en 1986 à  Cedar Valley

### Championnat d'Europe
- Médaille d'or aux du Championnat d'Europe du concours complet par équipe 1959 à Harewood
- Médaille d'or aux du Championnat d'Europe de dressage par équipe 1965  à Copenhague
- Médaille de bronze du Championnat d'Europe de dressage 1965
- Médaille d'or aux du Championnat d'Europe de dressage 1967 à Aix-la-Chapelle
- Médaille d'or aux du Championnat d'Europe de dressage par équipe 1967 à Aix-la-Chapelle
- Médaille d'or aux du Championnat d'Europe de dressage par équipe 1971 à Wolfsbourg
- Médaille d'or aux du Championnat d'Europe de dressage 1973 à Aix-la-Chapelle
- Médaille d'or aux du Championnat d'Europe de dressage par équipe 1973 à Aix-la-Chapelle
- Médaille d'or aux du Championnat d'Europe de dressage par équipe 1981 à Laxenbourg
- Médaille d'or aux du Championnat d'Europe de dressage par équipe 1983 à Aix-la-Chapelle
- Médaille d'argent du Championnat d'Europe de dressage 1983
- Médaille d'or aux du Championnat d'Europe de dressage 1985 à Copenhague
- Médaille d'or aux du Championnat d'Europe de dressage par équipe 1985